# الحزام الإنجيلي

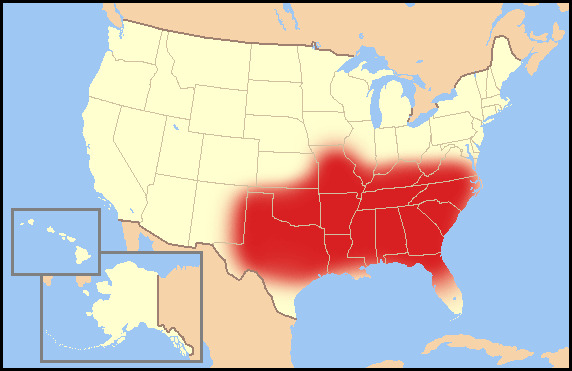
منطقة الحزام الإنجيلي بالتقريب.

الحزام الإنجيلي أو الحزام الكتابي (بالإنجليزية: The Bible Belt)‏ هو مصطلح غير رسمي يُطلق على إقليم يقع في جنوب شرق إلى وسط جنوب الولايات المتحدة الأمريكية تُشكِل فيه البروتستانتية الإيفانجيلية المحافظة اجتماعياً جزءاً رئيسياً من الثقافة، وحضور الكنيسة المسيحية فيه أعلى منه في بقية الولايات المتحدة. يحتوي الحزام الإنجيلي على معظم الولايات المتحدة الجنوبية ممتداً إلى تكساس وأوكلاهوما. خلال الحقبة الاستعمارية (1607 - 1776)، كان الجنوب معقلاً للكنيسة الأنجليكانية. وحدث تحوله إلى معقلٍ من معاقل البروتستانتية غير الأنجليكانية بشكلٍ تدريجية أثناء القرن التالي من خلال سلسلة من حركات الإحياء الديني، وكثير منها مرتبط بازدياد شعبية الكنيسة المعمدانية في الإقليم.
يتعارض الإقليم عادة مع بروتستانتية الخط الرئيسي وكاثوليكية الولايات المتحدة الشمالية الغربية، ومع التنوع الديني الموجود في وسط غرب الولايات المتحدة والبحيرات العُظمى، والممر المورموني في يوتاه والأجزاء الجنوبية من آيداهو، ومع الأجزاء العلمانية في ولايات الغرب الأمريكية. نسبة غير المتدينين الأعلى موجودة في ولاية فيرمونت والتي تقع في الشمال الشرقي، وتبلغ نسبتهم 34% من تعداد السكان، بينما أعلى نسبة غير متدينين في الحزام الإنجيلي موجودة في ألاباما حيث تبلغ 6%. لدى ولاية مسيسيبي أعلى نسبة من المعمدانيين حيث يشكلون 55% من السكان.
أقدم استخدام معروف لمصطلح «الحزام الإنجيلي» يعود إلى 1924 حين كتب الصحفي الأمريكي والمعلق الاجتماعي هنري لويس منكن في مقالٍ له في شيكاغو ديلي تريبيون قائلاً: «أعتقد أن اللعبة القديمة ستبدأ في الحزام الإنجيلي». ومن ثم ادعى منكن أن المصطلح من اختراعه في 1927.

## الجغرافيا
أُطلِق مُصطلح «الحزام الإنجيلي» تاريخياً على الجنوب، وأجزاء من الغرب المتوسط، لكنّه أكثر ترادفاً مع الجنوب منه مع الغرب المتوسط. في دراسة تعود إلى عام 1961، وَصَف ويلبر زيلينسكي الإقليم بأنّه المنطقة التي تكون فيها الطوائف المعمدانية أكثر الجماعات الدينية انتشاراً. وبهذا التعريف، فإن الإقليم يتضمن معظم الولايات المتحدة الجنوبية، متضمناً معظم تكساس وأوكلاهوما في الجنوب الغربي، وفي الولايات جنوب نهر أوهايو، ويمتد شرقاً ليتضمن قلب فيرجينيا الغربية، وفرجينيا، وجنوب فرجينيا الشمالية، وأجزاء من ميريلاند. بالإضافة إلى ذلك، يُغطي الحزام الإنجيلي أجزاء من ميزوري، إلينوي، إنديانا، وأوهايو. في 1987، عرفت دراسة لتشارلز هيتوول الحزام الإنجيلي بأنّه الإقليم الذي تُسيطر عليه 24 جماعة بروتستانتية أصولية، وهذا يصف المنطقة التي تضمنتها دراسة زيلنيسكي.
يُعرِف تويدي (1987) الحزام الإنجيلي وفقاً لجمهور التلفزة الدينية. ويجد حزامين: واحداً شرقياً يمتد من وسط فلوريدا عبر ألاباما، تينيسي، كنتاكي، جورجيا، نورث كارولينا، وساوث كارولينا إلى فرجينيا.الحزام الآخر غربي، يمتد من وسط تكساس إلى نورث داكوتا، ويتركز في تكساس، أركنساس، لويزيانا، أوكلاهوما، ميزوري، كانساس، ومسيسيبي.